# Cimoliasaurus
Cimoliasaurus fue un género de plesiosaurio que vivió durante el Cretácico Superior (Maastrichtiense) en lo que hoy es Nueva Jersey. Llegó a medir de 4 a 7 metros de largo

## Etimología
El nombre se deriva del griego Κιμωλία kimolia , que significa "tiza blanca", y σαύρος sauros , que significa "lagarto", en referencia al hecho de que los depósitos en los que se encontró tienen un parecido superficial con los depósitos de tiza de la vía marítima interior occidental.

## Historia taxonómica

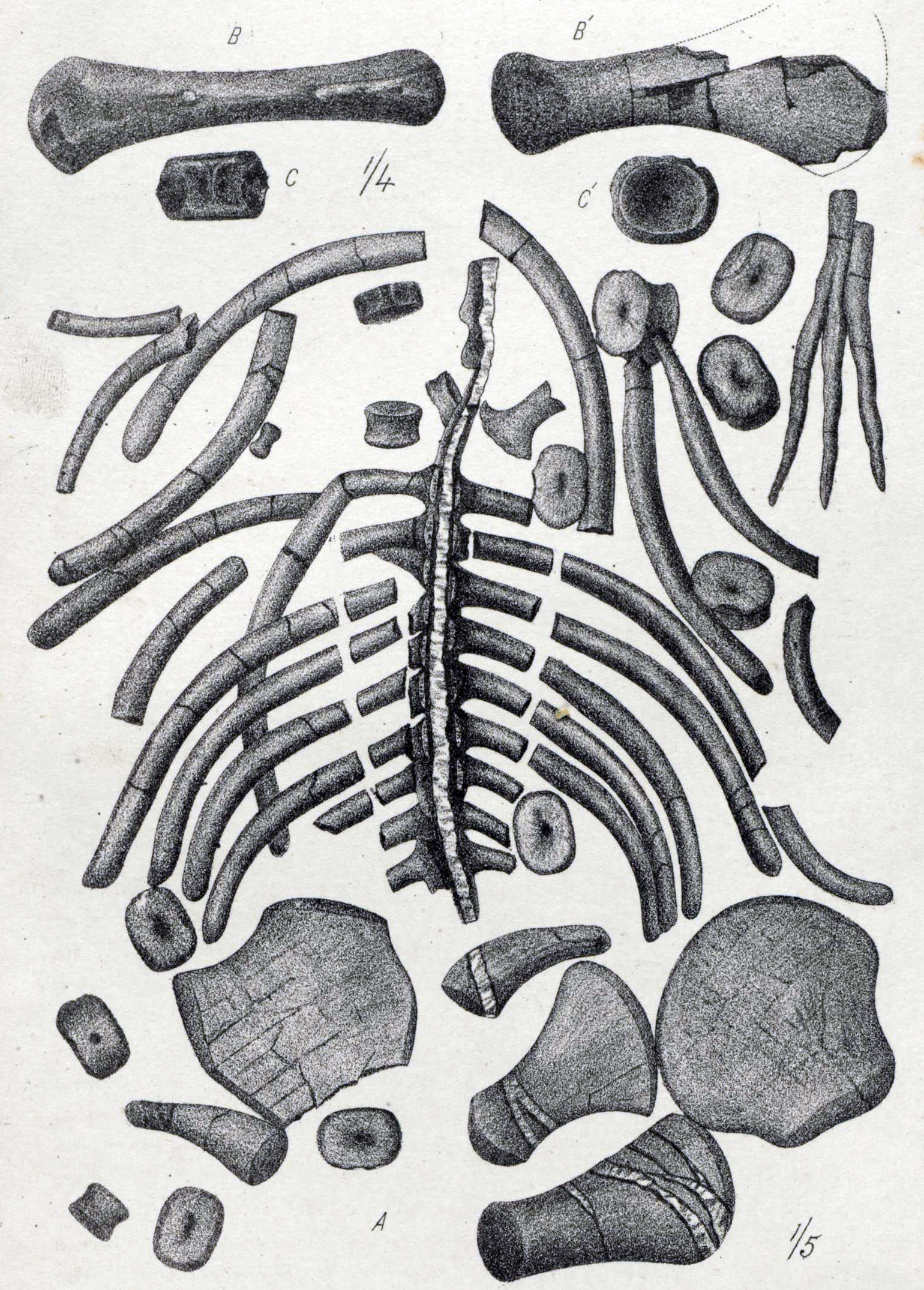
A: Cimoliasaurus australis

El nombre Cimoliasaurus magnus fue acuñado por Joseph Leidy para ANSP 9235, una cervical anterior y 12 posteriores recolectadas en depósitos de arena verde del Maastrichtiense en el condado de Burlington, Nueva Jersey.
En su catálogo de especímenes de plesiosaurios e ictiosaurios conservados en el NHM, el zoólogo británico Richard Lydekker refirió varias especies de plesiosaurio del Jurásico y Cretácico a Cimoliasaurus, incluida la nueva especie C. richardsoni (ahora considerada una especie de Cryptoclidus) y C. cantabrigiensis, así como Colymbosaurus y varias especies descritas previamente del Cambridge Greensand and Chalk Group.
Hoy en día, Cimoliasaurus se reconoce como un elasmosáurido derivado, lo que hace que el nombre de la familia Cimoliasauridae sea un sinónimo menor de Elasmosauridae.

### Especies nominales mal asignadas
- Cimoliasaurus laramiensis Knight, 1900, ahora Tatenectes
- Cimoliasaurus richardsoni Lydekker, 1889, ahora Cryptoclidus richardsoni
- Cimoliasaurus valdensis Lydekker, 1889, ahora Hastanectes
- Cimoliasaurus teplicensis Fritsch, 1906 (nomen dubium)[4][5]